# Real Federación Andaluza de Fútbol
La Real Federación Andaluza de Fútbol (RFAF) es la gestora de todas las competiciones de cualquier modalidad de fútbol que se desarrollan en Andalucía. Se encuentra integrada dentro de la Real Federación Española de Fútbol y su sede principal se encuentra en Sevilla y cuenta con delegaciones en las diferentes capitales de las provincias.
Tiene su origen en la llamada Federación Novena de Football Clubes presidida por Francisco Javier Alba y Alarcón y fundada el 22 de febrero de 1915, entidad organizadora de los diferentes eventos futbolísticos acontecidos en la comunidad tras el auge de este deporte en la segunda década del siglo XX. Tras denominarse Federación Regional Sur desde 1916 toma su actual nombre el 17 de marzo de 1950.
En el año 2020 creó la Copa Real Federación Andaluza de Fútbol.

## Palmarés de clubes adscritos
Los torneos nacionales e internacionales conseguidos por esta Federación son los siguientes:

### Nivel nacional
- 8 Copas del Rey : 1934/35 - 1938/39 - 1947/48 - 1976/77 - 2004/05 - 2006/07 - 2009/10 - 2021/2022[n 1]

6 Subcampeonatos : 1930/31 - 1955/56 - 1958/59 - 1961/62 - 1996/97 - 2002/03.
- 2 Ligas Españolas : 1934/35 - 1945/46 (logradas por el Real Betis Balompié y el Sevilla Fútbol Club)

4 Subcampeonatos : 1939/40 - 1942/43 - 1950/51 - 1956/57 (todos logrados por el Sevilla Fútbol Club)
- 25 Campeonatos de Segunda División : 1928/29 - 1931/32 - 1933/34 - 1940/41 - 1941/42 - 1951/52 - 1952/53 - 1955/56 - 1956/57 - 1957/58 - 1961/62 - 1966/67 - 1967/68 - 1968/69 - 1970/71 - 1973/74 - 1978/79 - 1987/88 - 1998/99 - 2000/01 - 2004/05 - 2005/06 - 2008/09 - 2010/11 - 2014/15.[n 3]

- 19 Campeonatos de Segunda División B : 1977/78 - 1979/80 - 1981/82 - 1982/83 - 1985/86 - 1991/92 - 1994/95 - 1995/96 - 1996/97 - 1997/98 - 1999/00 - 2000/01 - 2001/02 - 2002/03 - 2004/05 - 2006/07 - 2007/08 - 2008/09 - 2009/10.[n 4]

### Nivel internacional
- 7 Copas de la UEFA : 2005/06 - 2006/07 - 2013/14 - 2014/15 - 2015/16 - 2019/20 - 2022/23 (todas logradas por el Sevilla Fútbol Club)

- 1 Supercopa de Europa : 2006 (logrado por el Sevilla Fútbol Club)

5 Subcampeonatos : 2007 - 2014 - 2015 - 2016- 2020 (todos logrados por el Sevilla Fútbol Club)
- 1 Copa Intertoto de la UEFA : 2002 (logrado por el Málaga Club de Fútbol)

- Copa Ibérica

2 Subcampeonatos de la Copa Ibérica : 1935 - 2005 (todos logrados por el Real Betis Balompié)